# Route de la Baie James

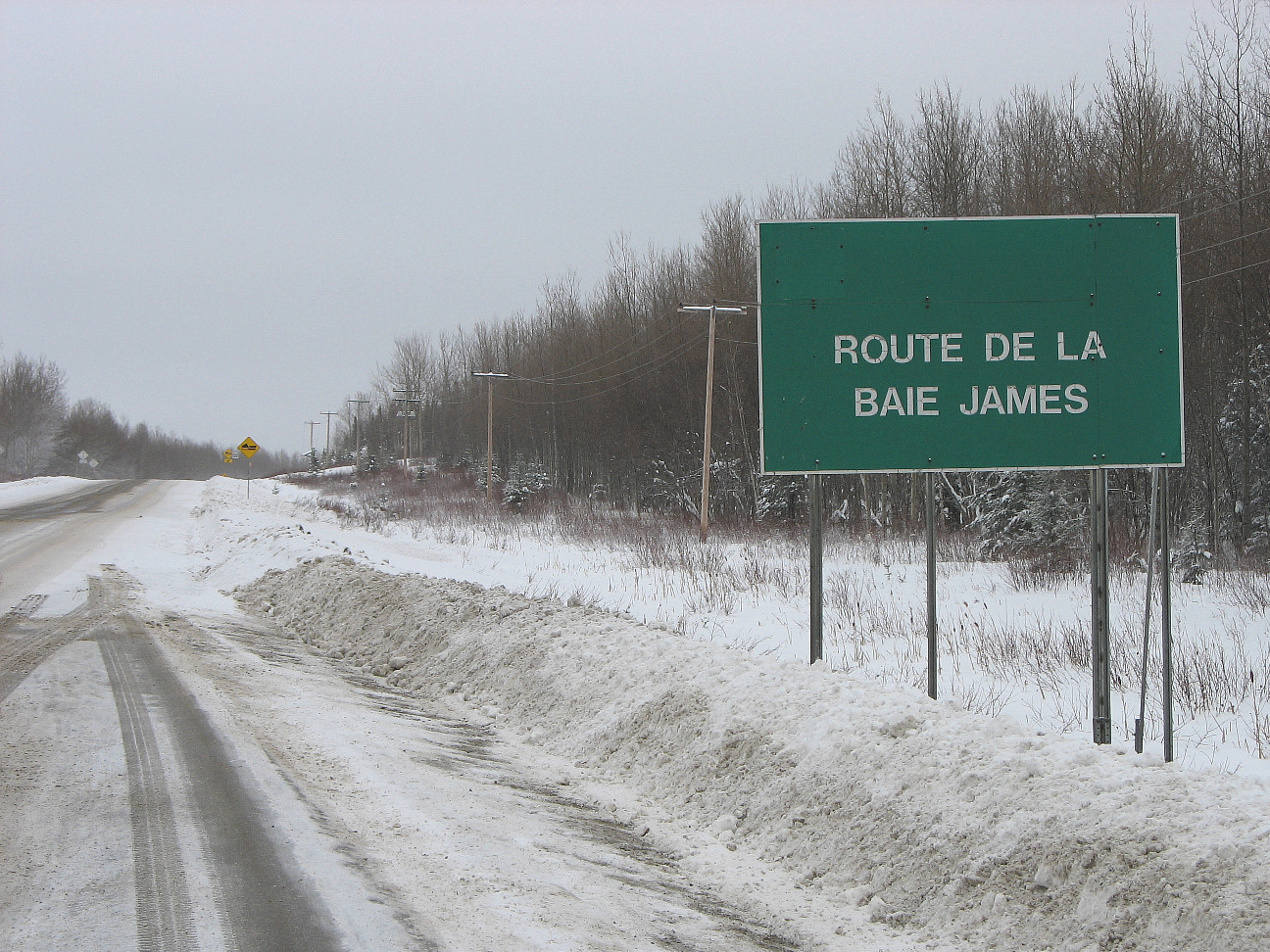
Beginn der Route de la Baie James

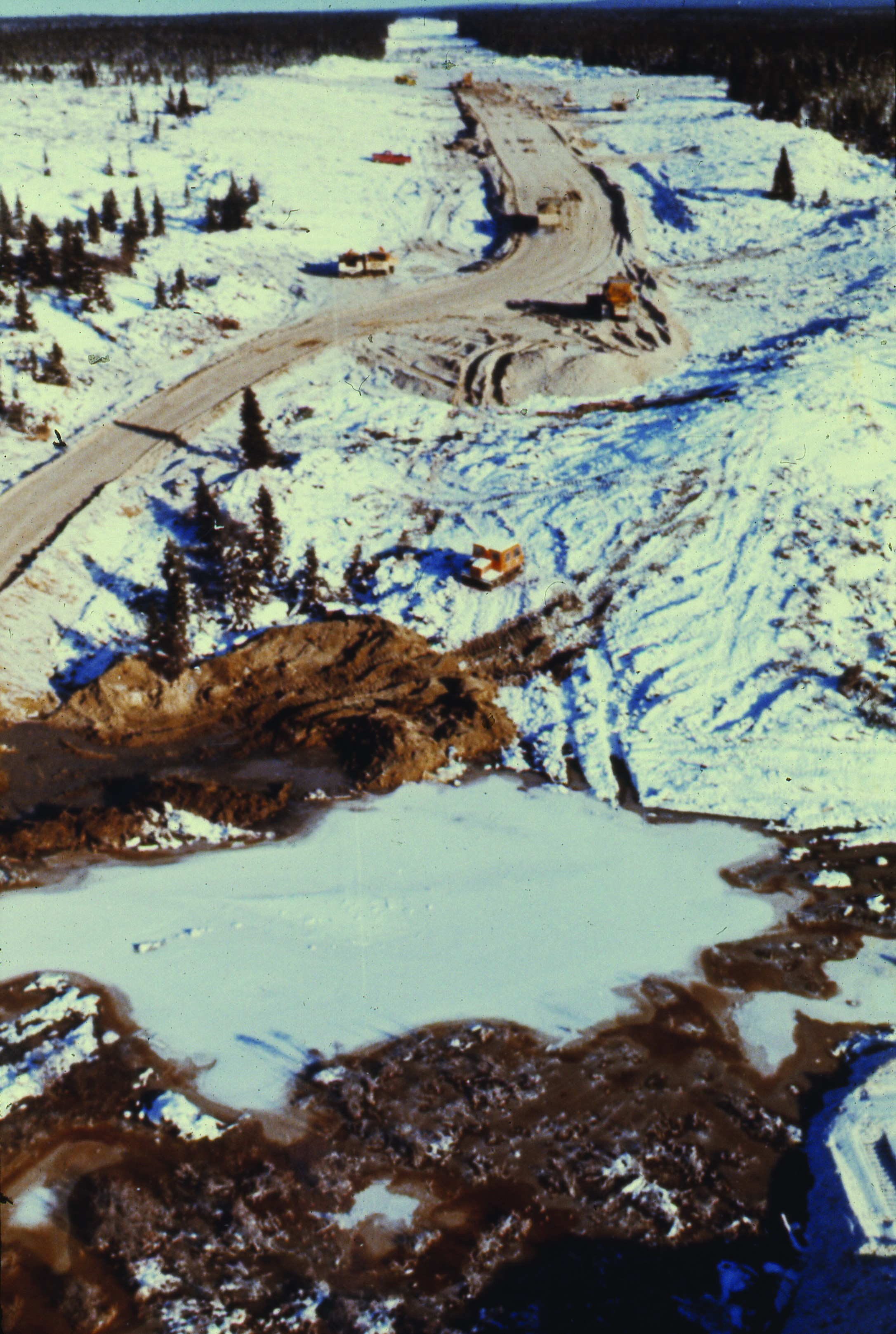
Bau der Straße (1972)

Die Route de la Baie James ist eine 620 km lange Fernstraße in der kanadischen Provinz Québec. Sie führt von Matagami nach Radisson in der Region Jamésie. Die Straße, die eine nördliche Fortsetzung der Route 109 darstellt, ist durchgehend asphaltiert und wird auch im Winter unterhalten. Eine gewisse touristische Bedeutung hat sie für Reisende an die Baie James.

## Beschreibung
Die Route de la Baie James wurde gebaut, um die verschiedenen abgelegenen Baustellen des Baie-James-Wasserkraftprojekts von Hydro-Québec zu erschließen. Insbesondere sollten die bis zu 500 Tonnen schweren Baumaschinen mühelos transportiert werden können. Die Bauarbeiten waren nach nur 420 Tagen abgeschlossen, die offizielle Eröffnung erfolgte am 11. Februar 1972.
Die Straße führt durch weitgehend unbesiedeltes Gebiet. In westlicher Richtung zweigen vier Nebenstraßen ab und führen zu verschiedenen Cree-Siedlungen an der Baie James. In Richtung Osten zweigen die 666 km lange Route Transtaïga und die 424 km lange Route du Nord ab. Brücken überspannen mehrere breite Flüsse. Die einzige Raststation befindet sich bei Kilometer 381; sie wird rund um die Uhr betrieben und bietet die einzige Tankstelle sowie Verpflegungs- und Übernachtungsmöglichkeiten. Aus Sicherheitsgründen sollten sich Reisende im Registrierungsbüro bei Kilometer 6 melden, darüber hinaus gibt es mehrere Notfalltelefone entlang der Straße (ein Mobilfunknetz existiert nicht).

## Straßenverlauf
| km  | Ort / Anlage                                                                                |
| --- | ------------------------------------------------------------------------------------------- |
| 0   | Matagami, Beginn der Straße                                                                 |
| 02  | Brücke über den Rivière Bell                                                                |
| 06  | Registrierungsbüro                                                                          |
| 038 | Brücke über den Rivière Waswanipi                                                           |
| 049 | Brücke über den Rivière Canet                                                               |
| 099 | Brücke über den Rivière Muskeg                                                              |
| 135 | Notfalltelefon                                                                              |
| 201 | Notfalltelefon                                                                              |
| 232 | Brücke über den Rivière Broadback                                                           |
| 237 | Abzweigung der Straße nach Waskaganish (102 km westlich)                                    |
| 247 | Notfalltelefon                                                                              |
| 257 | Brücke über den Rivière Rupert                                                              |
| 275 | Abzweigung der Route du Nord nach Nemaska (117 km östlich) und Chibougamau (440 km östlich) |
| 294 | Brücke über den Rivière Pontax III                                                          |
| 301 | Notfalltelefon                                                                              |
| 307 | Brücke über den Rivière Pontax (Rivière Pontax II)                                          |
| 312 | Brücke über den Rivière Pontax I                                                            |
| 326 | Brücke über den Rivière Jolicœur                                                            |
| 351 | Abzweigung der Straße nach Eastmain (103 km westlich)                                       |
| 381 | Raststation Relais 381 (24-Stunden-Betrieb)                                                 |
| 395 | Brücke über den Rivière Eastmain                                                            |
| 411 | Brücke über den Rivière Opinaca                                                             |
| 444 | Notfalltelefon                                                                              |
| 464 | Brücke über den Rivière du Vieux Comptoir                                                   |
| 504 | Notfalltelefon                                                                              |
| 518 | Abzweigung der Straße nach Wemindji (96 km westlich)                                        |
| 544 | Abzweigung der Route Transtaïga zum Wasserkraftwerk Brisay (582 km östlich)                 |
| 561 | Brücke über den Rivière au Castor-Est                                                       |
| 589 | Flughafen La Grande Rivière                                                                 |
| 600 | Abzweigung der Straße nach Chisasibi (90 km westlich)                                       |
| 617 | Abzweigung der Straße ins Zentrum von Radisson (2 km nördlich)                              |
| 620 | Ende der Straße, von hier aus unbefestigte Straßen von Hydro-Québec                         |